# Banzaê
Banzaê es un municipio brasilero del estado de Bahia. Su población estimada en 2008 es de 11.166 habitantes. Banzaê se encuentra en el nordeste de Bahia, componiendo la región de Planeamiento del Nordeste y la Región Administrativa de Enredadera, como también la microrregión homogénea de Ribeira del Pombal, teniendo un área de 221 km².
Limita con los municipios de Cícero Dantas al norte, Ribeira del Pombal al este, Tucano al sur y Quijingue al oeste, se localiza a una distancia de 296 km de la capital del estado y a 42 km del municipio de Ribeira del Pombal. Tiene la sede las coordenadas geográficas: Latitud 10º35` sur y Longitud 38º37` y se encuentra a una altitud de 350m.

## Historia
Fue creado por la Ley Estatal n. 4.485 del 24 de febrero de 1989, publicada en el Diário Oficial del 25 de febrero de 1989. En 1990, el Gobierno Federal, a través de la Presidencia de la República, reconoce las tierras del asentamiento Kiriri como de ocupación tradicional y permanente indígena, siendo la demarcación finalmente homologada a través del Decreto n.º 98828 del 15 de enero de 1990.